# Млынарчик, Юзеф
Ю́зеф Млына́рчик (пол. Józef Młynarczyk; род. 20 сентября 1953, Нова-Суль, Зелёногурское воеводство) — польский футболист, вратарь. Выступал за сборную Польши. Бронзовый призёр чемпионата мира 1982 года и участник чемпионата мира 1986 года.

## Карьера

### Клубная
Профессиональную футбольную карьеру начинал в клубах «Астра» и «Дозамет» из Нова-Сули. В 1974 году перешёл в «Сталь» из Бельско-Бялы, где началось его многолетнее сотрудничество с Антонием Пехничеком. В 1977 году вслед за Пехничеком перешёл в «Одру» из Ополе, которая играла тогда в первой лиге. Тогда же Млынарчик впервые получил вызов в сборную.
В 1980 году его карьера продолжилась в «Видзеве», в составе которого Млынарчик дважды становился чемпионом и ещё дважды серебряным призёром чемпионата Польши. Также, в 1983 году «Видзеву» удалось добраться до полуфинала Кубка европейских чемпионов, а Юзеф Млынарчик был признан игроком года в Польше.
С 1984 года провёл полтора сезона во французском клубе «Бастия», а в 1986 году перешёл в «Порту», с которым добился наибольших успехов на клубном уровне: дважды становился чемпионом Португалии, обладателем Кубка Португалии, победителем КЕЧ 1986/87 обладателем Суперкубка УЕФА и Межконтинентального кубка. В сезоне 1988/89 начал всё чаще проигрывать место в составе молодому Витору Баия и по его окончании завершил футбольную карьеру.

### В сборной
В сборной Польши Юзеф Млынарчик дебютировал 18 февраля 1979 года в товарищеском матче со сборной Туниса, завершившимся победой поляков со счётом 2:0. Поначалу рассматривался в первую очередь как дублёр Жигмунта Кукли и Петра Мовлика, и основным голкипером стал только когда сборную возглавил Антоний Пехничек. В 1982 году Млынарчик принял участие в чемпионате мира, он сыграл во всех семи матчах своей сборной и пропустил пять голов. На том чемпионате поляки завоевали бронзовые медали, обыграв в матче за третье место сборную Франции со счётом 3:2. В 1986 году Млынарчик принял участие в своём втором чемпионате мира. Поляки вышли из группы, но выбыли на стадии 1/8 финала, а сам Млынарчик как и четыре года назад принял участие во всех четырёх матчах и пропустил семь голов. Причём матч 1/8 финала со сборную Бразилии на том чемпионате, завершившийся поражением Польши со счётом 0:4, стал для Млынарчика последним в составе сборной. Всего же за сборную Юзеф Млынарчик сыграл 42 матча, в которых пропустил 47 голов, 9 матчей он провёл в качестве капитана сборной.

### Тренерская
После окончания футбольной карьеры работал тренером вратарей в «Порту», а позже был помощником Анджея Стрейляу и Ежи Энгеля в сборной Польши. Также Юзеф Млынарчик работал со сборной Объединённых Арабских Эмиратов (в штабе своего старого знакомого Антония Пехничека), с «Вислой» из Плоцка, «Видзевом» и «Лехом».

## Достижения

### Командные
Сборная Польши
- Бронзовый призёр чемпионата мира: 1982
- Обладатель Кубка Неру: 1984

«Видзев»
- Чемпион Польши (2): 1981, 1982
- Серебряный призёр чемпионата Польши (2): 1983, 1984
- Итого: 2 трофея

«Порту»
- Чемпион Португалии (2): 1986, 1988
- Серебряный призёр чемпионата Португалии (2): 1987, 1989
- Обладатель Кубка Португалии: 1988
- Обладатель Суперкубка Португалии: 1986
- Финалист Суперкубка Португалии: 1988
- Обладатель Кубка европейских чемпионов: 1986/87
- Обладатель Суперкубка УЕФА: 1987
- Обладатель Межконтинентального кубка: 1987
- Итого: 7 трофеев

### Личные
- Футболист года в Польше: 1983
- 34-е место в списке лучших вратарей Европы XX века по версии МФФИИС

## Клубная статистика
| Сезон   | Чемпионат Польши | Чемпионат Польши | Кубок Польши | Кубок Польши | Кубок европейских чемпионов | Кубок европейских чемпионов | Кубок УЕФА | Кубок УЕФА | Итого | Итого |
| Сезон   | Игры             | Голы             | Игры         | Голы         | Игры                        | Голы                        | Игры       | Голы       | Игры  | Голы  |
| ------- | ---------------- | ---------------- | ------------ | ------------ | --------------------------- | --------------------------- | ---------- | ---------- | ----- | ----- |
| 1980/81 | 14               | -6               | 0            | 0            | 0                           | 0                           | 5          | -10        | 19    | -16   |
| 1981/82 | 24               | -28              | 0            | 0            | 2                           | -6                          | 0          | 0          | 26    | -34   |
| 1982/83 | 13               | -13              | 1            | -1           | 7                           | -12                         | 0          | 0          | 21    | -26   |
| 1983/84 | 27               | -21              | 2            | -2           | 0                           | 0                           | 4          | -5         | 33    | -28   |
| Итого   | 78               | -68              | 3            | -3           | 9                           | -18                         | 9          | -15        | 99    | -104  |

| Сезон   | Чемпионат Португалии | Чемпионат Португалии | Кубок Португалии | Кубок Португалии | Суперкубок Португалии | Суперкубок Португалии | Кубок европейских чемпионов | Кубок европейских чемпионов | Суперкубок УЕФА | Суперкубок УЕФА | Межконтинентальный кубок | Межконтинентальный кубок | Итого | Итого |
| Сезон   | Игры                 | Голы                 | Игры             | Голы             | Игры                  | Голы                  | Игры                        | Голы                        | Игры            | Голы            | Игры                     | Голы                     | Игры  | Голы  |
| ------- | -------------------- | -------------------- | ---------------- | ---------------- | --------------------- | --------------------- | --------------------------- | --------------------------- | --------------- | --------------- | ------------------------ | ------------------------ | ----- | ----- |
| 1985/86 | 15                   | -6                   | 1+               | -2+              | 0                     | 0                     | 0                           | 0                           | 0               | 0               | 0                        | 0                        | 16+   | -8+   |
| 1986/87 | 13                   | -10                  | 1+               | -1+              | ?                     | -?                    | 4                           | -4                          | 0               | 0               | 0                        | 0                        | 18+   | -15+  |
| 1987/88 | 36                   | -15                  | 1+               | 0+               | 0                     | 0                     | 4                           | -4                          | 2               | 0               | 1                        | -1                       | 44+   | -20+  |
| 1988/89 | 3                    | -1                   | ?                | -?               | ?                     | -?                    | 1                           | 0                           | 0               | 0               | 0                        | 0                        | 4+    | -1+   |
| Итого   | 67                   | -32                  | 3+               | -3+              | ?                     | -?                    | 9                           | -8                          | 2               | 0               | 1                        | -1                       | 82+   | -44+  |

## Статистика в сборной
| №  | Дата             | Место проведения   | Соперник   | Счёт | Пропущенные голы | Турнир                    |
| 1  | 18 февраля 1979  | Тунис              | Тунис      | 2:0  | -                | Товарищеский матч         |
| 2  | 17 февраля 1980  | Марракеш           | Марокко    | 0:1  | 1                | Товарищеский матч         |
| 3  | 29 февраля 1980  | Багдад             | Ирак       | 0:1  | 1                | Товарищеский матч         |
| 4  | 26 марта 1980    | Будапешт           | Венгрия    | 1:2  | 2                | Товарищеский матч         |
| 5  | 13 мая 1980      | Франкфурт-на-Майне | ФРГ        | 1:3  | 3                | Товарищеский матч         |
| 6  | 12 ноября 1980   | Барселона          | Испания    | 2:1  | 1                | Товарищеский матч         |
| 7  | 2 сентября 1981  | Хожув              | ФРГ        | 0:2  | 2                | Товарищеский матч         |
| 8  | 23 сентября 1981 | Лиссабон           | Португалия | 0:2  | 2                | Товарищеский матч         |
| 9  | 10 октября 1981  | Лейпциг            | ГДР        | 3:2  | 2                | Отборочный матч к ЧМ 1982 |
| 10 | 28 октября 1981  | Буэнос-Айрес       | Аргентина  | 2:1  | 1                | Товарищеский матч         |
| 11 | 14 июня 1982     | Виго               | Италия     | 0:0  | -                | Чемпионат мира 1982       |
| 12 | 19 июня 1982     | Ла-Корунья         | Камерун    | 0:0  | -                | Чемпионат мира 1982       |
| 13 | 22 июня 1982     | Ла-Корунья         | Перу       | 5:1  | 1                | Чемпионат мира 1982       |
| 14 | 28 июня 1982     | Барселона          | Бельгия    | 3:0  | -                | Чемпионат мира 1982       |
| 15 | 4 июля 1982      | Барселона          | СССР       | 0:0  | -                | Чемпионат мира 1982       |
| 16 | 8 июля 1982      | Барселона          | Италия     | 0:2  | 2                | Чемпионат мира 1982       |
| 17 | 10 июля 1982     | Аликанте           | Франция    | 3:2  | 2                | Чемпионат мира 1982       |
| 18 | 23 марта 1983    | Лодзь              | Болгария   | 3:1  | 1                | Товарищеский матч         |
| 21 | 17 апреля 1983   | Варшава            | Финляндия  | 1:1  | 1                | Отборочный матч к ЧЕ 1984 |
| 22 | 22 мая 1983      | Хожув              | СССР       | 1:1  | 1                | Отборочный матч к ЧЕ 1984 |
| 23 | 7 сентября 1983  | Краков             | Румыния    | 2:2  | 2                | Товарищеский матч         |
| 24 | 9 октября 1983   | Москва             | СССР       | 0:2  | 2                | Отборочный матч к ЧЕ 1984 |
| 23 | 28 октября 1983  | Вроцлав            | Португалия | 0:1  | 1                | Отборочный матч к ЧЕ 1984 |
| 24 | 11 января 1984   | Калькутта          | Индия      | 2:1  | 1                | Кубок Неру 1984           |
| 25 | 15 января 1984   | Калькутта          | Китай      | 1:0  | -                | Кубок Неру 1984           |
| 26 | 17 января 1984   | Калькутта          | Аргентина  | 1:1  | 1                | Кубок Неру 1984           |
| 27 | 27 января 1984   | Калькутта          | Китай      | 1:0  | -                | Кубок Неру 1984           |
| 28 | 27 марта 1984    | Цюрих              | Швейцария  | 1:1  | 1                | Товарищеский матч         |
| 29 | 17 апреля 1984   | Варшава            | Бельгия    | 0:1  | 1                | Товарищеский матч         |
| 30 | 23 мая 1984      | Дублин             | Ирландия   | 0:0  | -                | Товарищеский матч         |
| 31 | 1 мая 1985       | Брюссель           | Бельгия    | 0:2  | 2                | Отборочный матч к ЧМ 1986 |
| 32 | 19 мая 1985      | Афины              | Греция     | 4:1  | 1                | Отборочный матч к ЧМ 1986 |
| 33 | 30 мая 1985      | Тирана             | Албания    | 1:0  | -                | Отборочный матч к ЧМ 1986 |
| 34 | 21 августа 1985  | Мальмё             | Швеция     | 0:1  | 1                | Товарищеский матч         |
| 35 | 11 сентября 1985 | Хожув              | Бельгия    | 0:0  | -                | Отборочный матч к ЧМ 1986 |
| 36 | 16 ноября 1985   | Хожув              | Италия     | 1:0  | -                | Товарищеский матч         |
| 37 | 26 марта 1986    | Кадис              | Испания    | 0:3  | 3                | Товарищеский матч         |
| 38 | 16 мая 1986      | Копенгаген         | Дания      | 0:1  | 1                | Товарищеский матч         |
| 39 | 2 июня 1986      | Монтеррей          | Марокко    | 0:0  | -                | Чемпионат мира 1986       |
| 40 | 7 июня 1986      | Монтеррей          | Португалия | 1:0  | -                | Чемпионат мира 1986       |
| 41 | 11 июня 1986     | Монтеррей          | Англия     | 0:3  | 3                | Чемпионат мира 1986       |
| 42 | 16 июня 1986     | Гвадалахара        | Бразилия   | 0:4  | 4                | Чемпионат мира 1986       |

Итого: 42 матча / 47 пропущенных голов; 15 побед, 11 ничьих, 16 поражений.
| Год   | Финальные матчи ЧМ | Финальные матчи ЧМ | Отборочные матчи ЧМ | Отборочные матчи ЧМ | Отборочные матчи ЧЕ | Отборочные матчи ЧЕ | Товарищеские матчи | Товарищеские матчи | Итого | Итого |
| Год   | Игры               | Голы               | Игры                | Голы                | Игры                | Голы                | Игры               | Голы               | Игры  | Голы  |
| ----- | ------------------ | ------------------ | ------------------- | ------------------- | ------------------- | ------------------- | ------------------ | ------------------ | ----- | ----- |
| 1979  | 0                  | 0                  | 0                   | 0                   | 0                   | 0                   | 1                  | 0                  | 1     | 0     |
| 1980  | 0                  | 0                  | 0                   | 0                   | 0                   | 0                   | 5                  | -8                 | 5     | -8    |
| 1981  | 0                  | 0                  | 1                   | -2                  | 0                   | 0                   | 3                  | -5                 | 4     | -7    |
| 1982  | 7                  | -5                 | 0                   | 0                   | 0                   | 0                   | 0                  | 0                  | 7     | -5    |
| 1983  | 0                  | 0                  | 0                   | 0                   | 4                   | -5                  | 2                  | -3                 | 6     | -8    |
| 1984  | 0                  | 0                  | 0                   | 0                   | 0                   | 0                   | 7                  | -4                 | 7     | -4    |
| 1985  | 0                  | 0                  | 4                   | -3                  | 0                   | 0                   | 2                  | -1                 | 6     | -4    |
| 1986  | 4                  | -7                 | 0                   | 0                   | 0                   | 0                   | 2                  | -4                 | 6     | -11   |
| Итого | 11                 | -12                | 5                   | -5                  | 4                   | -5                  | 22                 | -25                | 42    | -47   |